# Policía Nacional Civil de El Salvador
La Policía Nacional Civil de El Salvador (PNC) es el organismo estatal que se encarga de velar por la seguridad pública en el territorio salvadoreño.
De acuerdo al artículo 159 de la Constitución de El Salvador, la PNC tiene a su cargo las funciones de policía urbana y rural y tiene la obligación de garantizar el orden, la seguridad y la tranquilidad pública en todo el territorio nacional, reemplazando a la anterior Policía Nacional. Esta fue creada como resultado de los Acuerdos de Paz de Chapultepec, firmados el 16 de enero de 1992 en México.

## Historia
La PNC surgió como resultado de los Acuerdos de Paz de Chapultepec que pusieron fin a la guerra civil de la década de 1980. En los Acuerdos de Paz se establecía la obligación del Estado de desmovilizar a los antiguos cuerpos de seguridad: Guardia Nacional, Policía Nacional y Policía de Hacienda que habían sido señalados por múltiples violaciones a los derechos humanos antes y durante el conflicto bélico, por ese motivo se acordaba la reforma constitucional para crear la Policía Nacional Civil como nuevo cuerpo policial que debía estar basado en una doctrina civilista y democrática. 
Los Acuerdos de Paz también establecieron la creación de la Academia Nacional de Seguridad Pública para adiestrar a los agentes y oficiales de la PNC; los planes educativos de esta institución deberían capacitar al nuevo cuerpo policial en el respeto a los derechos humanos de los ciudadanos.
El proceso de desmovilización de los antiguos cuerpos de seguridad, así como el reclutamiento y adiestramiento de la PNC fue supervisado por la ONUSAL (Misión de Observadores de las Naciones Unidas en El Salvador). El despliegue de la PNC se inició el 1 de febrero de 1993. El primer departamento donde se retiraron los antiguos cuerpos de seguridad y se desplegó la PNC, fue Chalatenango. Para diciembre de 1994, la PNC había asumido control efectivo de las tareas policiales en todo el territorio nacional.
En la historia de la fuerza policial, el cargo de director general ha sido ocupado por:
- José María Monterrey (1993-1994)
- Rodrigo Ávila (1994-1999)
- Mauricio Sandoval (1999-2003)
- Ricardo Mauricio Menesses (2003-2005)
- Rodrigo Ávila (2005-2008) (Segunda gestión)
- Francisco José Rovira (2008)[4]
- José Luis Tobar Prieto (2008-2009)
- Carlos Antonio Ascencio Girón (2009-2012)
- General Francisco Ramón Salinas (2012-2013)
- Rigoberto Pleités (2013-2014)[5]
- Mauricio Ramírez Landaverde (2014-2016)
- Howard Augusto Cotto Castaneda (2016-2019)
- Mauricio Antonio Arriaza Chicas (2019-2024)[6]
- César Baldemar Flores Murillo (desde septiembre de 2024 hasta noviembre de 2024)[7]

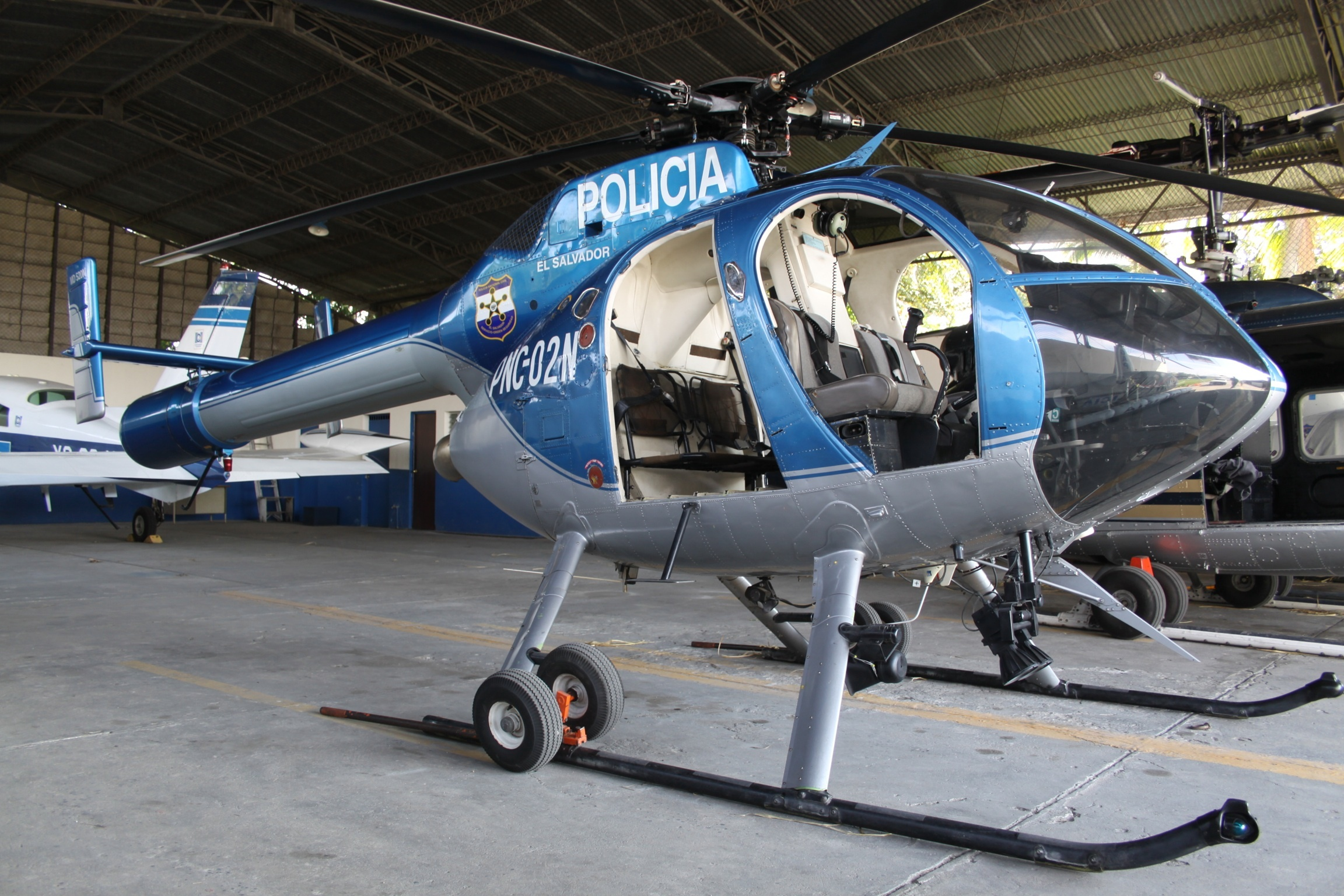
Helicóptero de la PNC de El Salvador.

- Gustavo Villatoro como Ministro de Justicia y Seguridad Pública (desde noviembre de 2024)[8]

## Categorías policiales
Nivel Superior
- COMISIONADO GENERAL
- COMISIONADO
- SUBCOMISIONADO

Nivel Ejecutivo
- INSPECTOR JEFE
- INSPECTOR
- SUBINSPECTOR

Nivel Básico
- SARGENTO
- CABO
- AGENTE

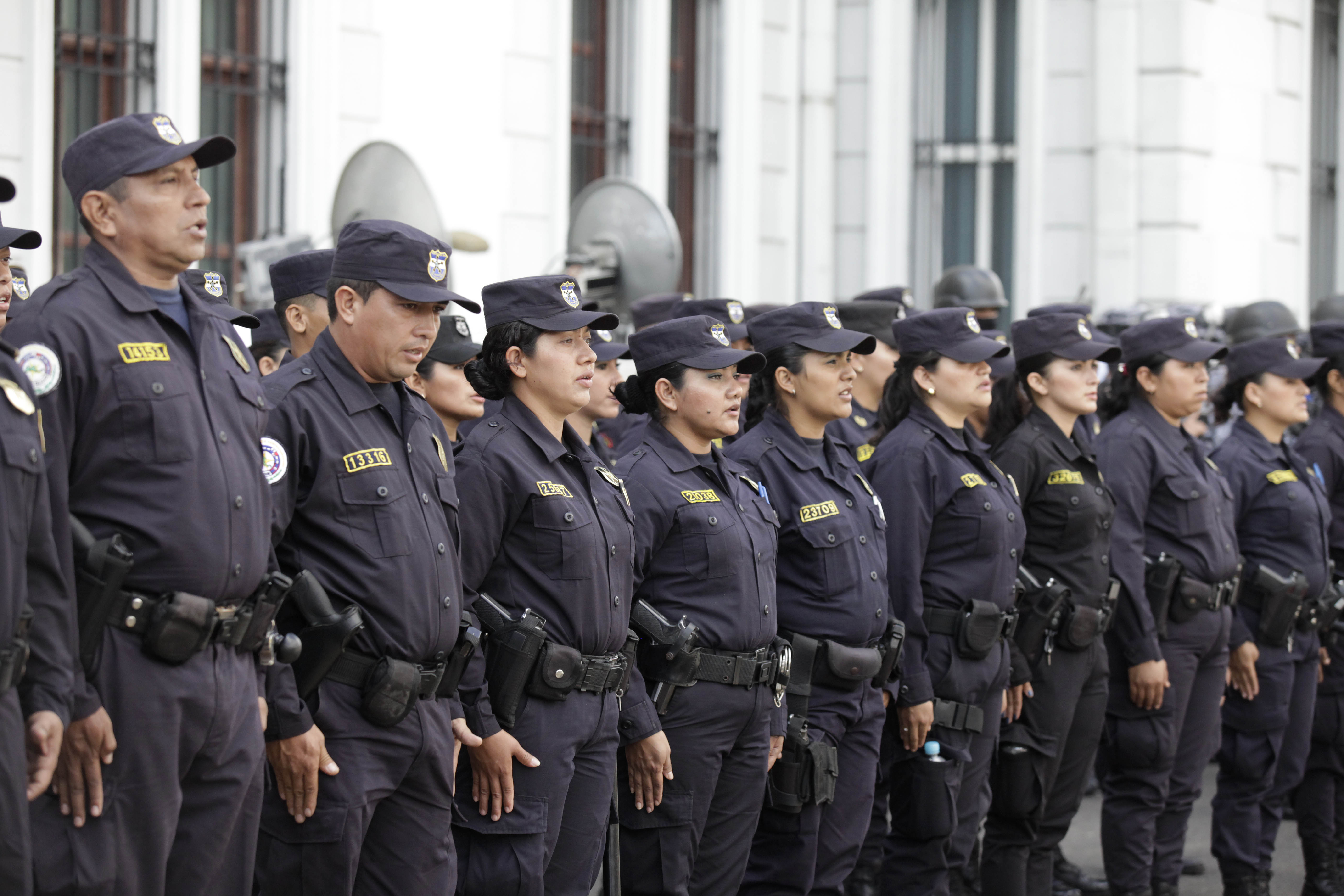
Agentes de la PNC.

Los directores generales de la PNC son nombrados por el presidente de la República.

## Equipo

### Armas
| Nombre            | Imagen | Calibre              | Tipo            | Origen                  | Notas                                                                                         |
| ----------------- | ------ | -------------------- | --------------- | ----------------------- | --------------------------------------------------------------------------------------------- |
| Pistolas          |        |                      |                 |                         |                                                                                               |
| M9                |        | 9 × 19 mm Parabellum | Pistola         | Estados Unidos          | Pistola estándar                                                                              |
| Beretta 92        |        | 9 × 19 mm Parabellum | Pistola         | Estados Unidos · Italia | Pistola estándar                                                                              |
| G17               |        | 9 × 19 mm Parabellum | Pistola         | Austria                 |                                                                                               |
| Subfusiles        |        |                      |                 |                         |                                                                                               |
| MP5               |        | 9 × 19 mm Parabellum | Subfusil        | Alemania                |                                                                                               |
| Fusiles de Asalto |        |                      |                 |                         |                                                                                               |
| M16               |        | 5,56 × 45 mm OTAN    | Fusil de Asalto | Estados Unidos          | M16A1 y M16A2                                                                                 |
| IMI Galil         |        | 5,56 × 45 mm OTAN    | Fusil de Asalto | Israel                  | Fusil estándar (está siendo remplazado por el Galil ACE)                                      |
| Galil ACE         |        | 5,56 × 45 mm OTAN    | Fusil de Asalto | Israel · Colombia       | ACE 21, ACE 22, ACE 23 (5.56×45mm NATO), ACE 32 (7.62×39mm), ACE 52, ACE 53 (7.62×51mm NATO). |
| CAR-15            |        | 5,56 × 45 mm OTAN    | Fusil de Asalto | Estados Unidos          | Versión carabina del M16                                                                      |

## Denuncias de abusos y ejecuciones extrajudiciales
La corporación policial ha cometido violaciones contra los derechos humanos, desde abuso de autoridad hasta lesiones y ejecuciones extrajudiciales.
Se han denunciado distintos tipos de altercados con la institución, en donde se les acusa de amedrentar a los jóvenes en las comunidades más pobres o inseguras, ya sea física o verbalmente muchas veces sin que se este cometiendo algún ilícito, esto ha generado un ambiente de inseguridad en la juventud en donde deben protegerse de las pandillas y de las propias autoridades.
Aumento de la delincuencia de 2015 y la masacre de San Blas.
En el plan "El Salvador Seguro", que el gobierno del Presidente Salvador Sánchez Cerén implementó en El País, a raíz de la creciente ola de violencia que azotó al país centroamericano, la policía implementó planes represivos llamadas "Medidas extraordinarias" para controlar la delincuencia. Como resultado obtuvo una multitud de denuncias de abuso de poder y de ejecuciones extrajudiciales, siendo los casos más conocidos como; "La masacre de San Blas", en donde el Grupo de Reacción Policial habría asesinado a 8 personas de las que según la versión oficial eran pandilleros que atacaron a la policía mientras realizaban un patrullaje, por otro lado una investigación periodística hecha por El Faro pondría en duda la versión oficial de las autoridades, indicando que los agentes ejecutaron extrajudicialmente a esas 8 personas, la investigación también indica que uno de los fallecidos no pertenecía a pandillas.